# Приволжский (Саратовская область)
Приво́лжский — рабочий посёлок в Энгельсском муниципальном районе Саратовской области России. Входит в состав городского поселения город Энгельс. Один из крупнейших посёлков городского типа в России, крупнейший в Саратовской области.

## География
Расположен на левом берегу Волги, в 4 км к юго-западу от города Энгельса. Через посёлок проходит  федеральная автомобильная дорога Р226. Соединён автодорогой с Энгельсом и железнодорожным мостом с Саратовом.
Вблизи посёлка находится железнодорожная станция Анисовка — узловая станция Саратовского региона Приволжской железной дороги.

## История
История посёлка начинается с истории строительства крупнейшего мясокомбината в СССР. Закладка первых корпусов комбината была произведена 16 августа 1932 года. Вокруг мясокомбината строились дома, больница.
Статус посёлка городского типа — с 1939 года.
Во время Великой Отечественной войны в посёлок было эвакуировано Московское предприятие «Авиаприбор». В 1951 году на его базе в Приволжском образовался завод «Сигнал», выпускавший авиаприборную продукцию.
В 1960 году было построено досуговое учреждение ЭПО «Сигнал», позже преобразованное в Дом Культуры «Восход».
Мясокомбинат в Приволжском ликвидирован 25 июня 2003 года.
Представляет собой промышленный пригород города Энгельса.
Был административным центром Приволжского муниципального образования до его упразднения 24 апреля 2013 года.
На территории Приволжского имеются 4 общеобразовательных школы, 9 детских садов, ясли, Дворец культуры «Восход», «Покровский», библиотека. Действует Группа компаний «Сигнал» (ООО ЭПО «Сигнал», ООО ЭЗОТ «Сигнал»), Энгельсский завод гофротары.

## Население
| 1959    | 1970    | 1979    | 1989    | 2002    | 2009    |
| ------- | ------- | ------- | ------- | ------- | ------- |
| 15 168  | ↗23 041 | ↗27 421 | ↗28 910 | ↗32 087 | ↗33 791 |
| 2010    | 2011    | 2012    | 2013    | 2014    | 2015    |
| ↗34 364 | ↗34 367 | ↘34 364 | ↗34 427 | →34 427 | ↘34 239 |
| 2016    | 2017    | 2018    | 2019    | 2020    | 2021    |
| ↘34 142 | ↘34 029 | ↘33 929 | ↘33 647 | ↘33 519 | ↘33 096 |
| 2024    |         |         |         |         |         |
| ↘32 476 |         |         |         |         |         |

## Фотогалерея

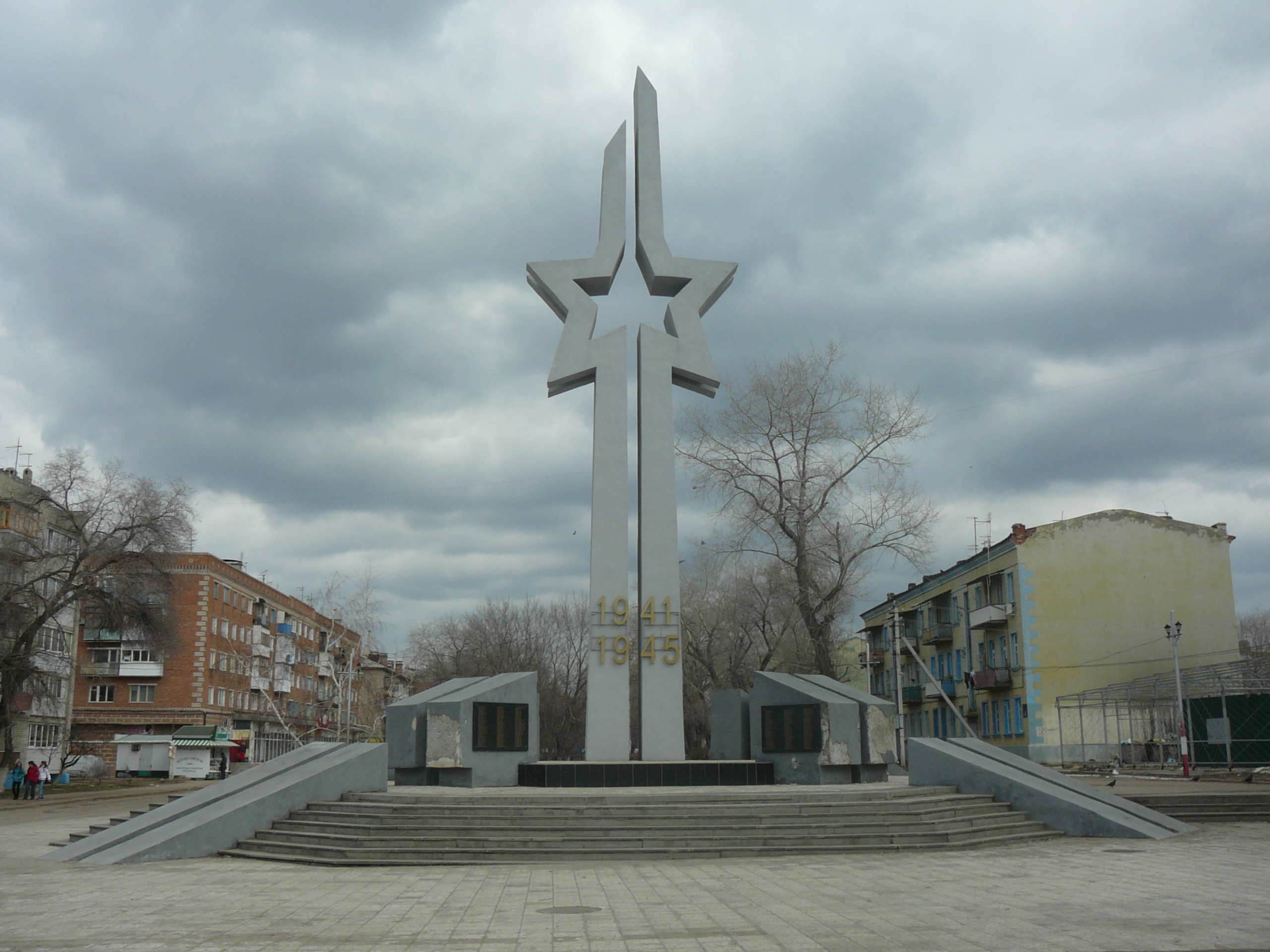
Памятник Героям ВОВ
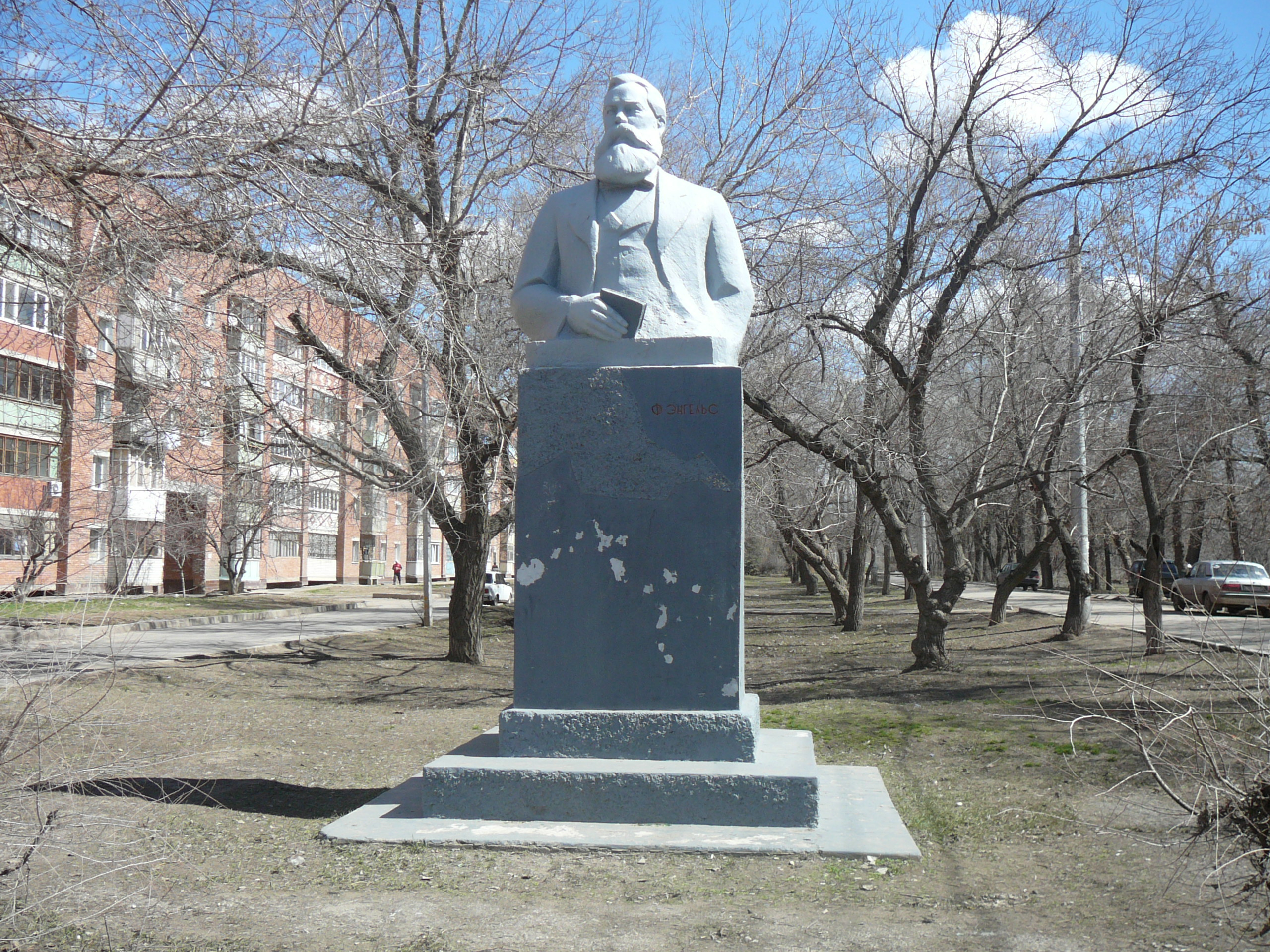
Памятник Ф. Энгельсу
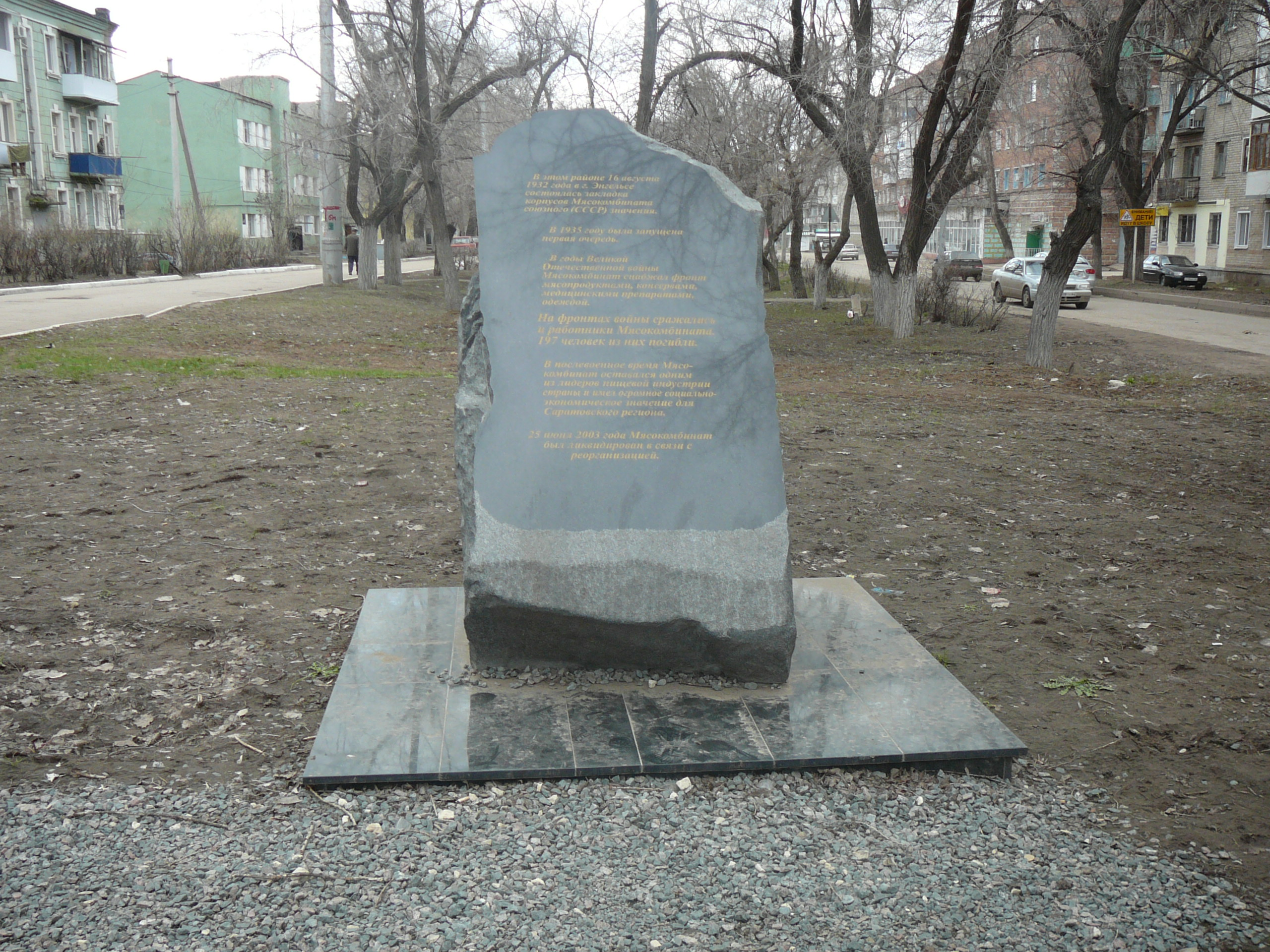
Памятный камень с историей мясокомбината
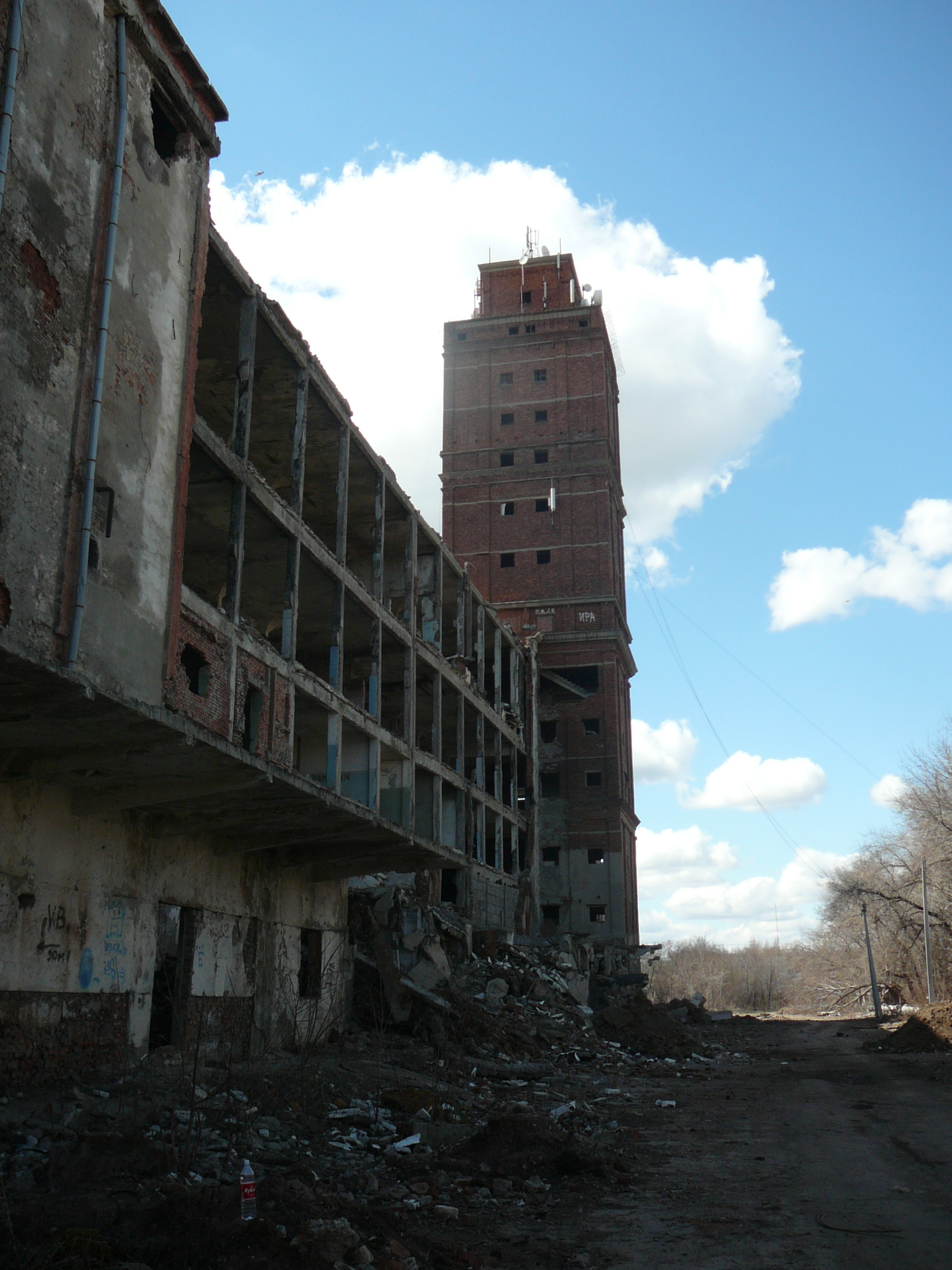
Руины бывшего мясокомбината в Приволжском
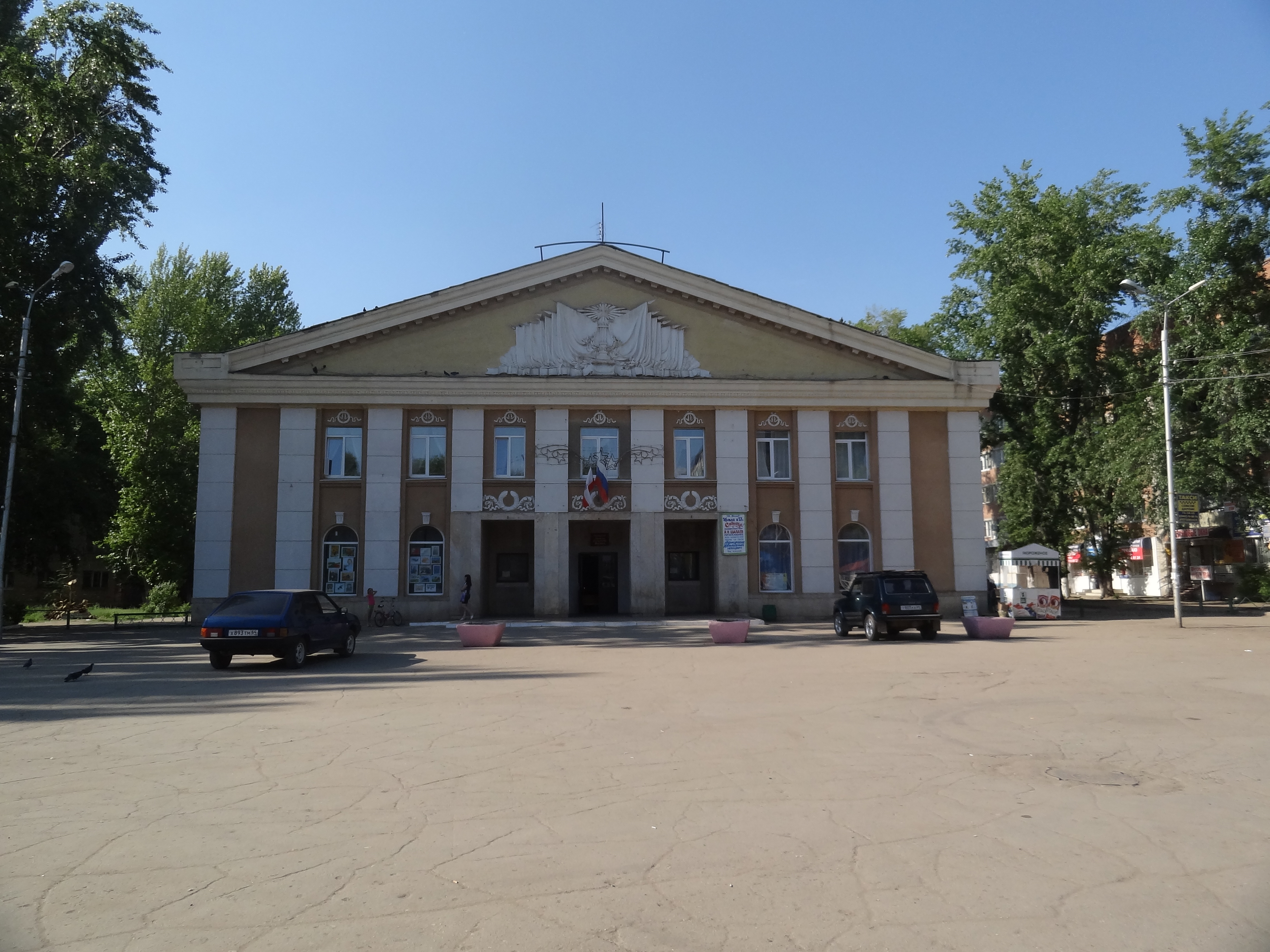
Дворец культуры «Восход»
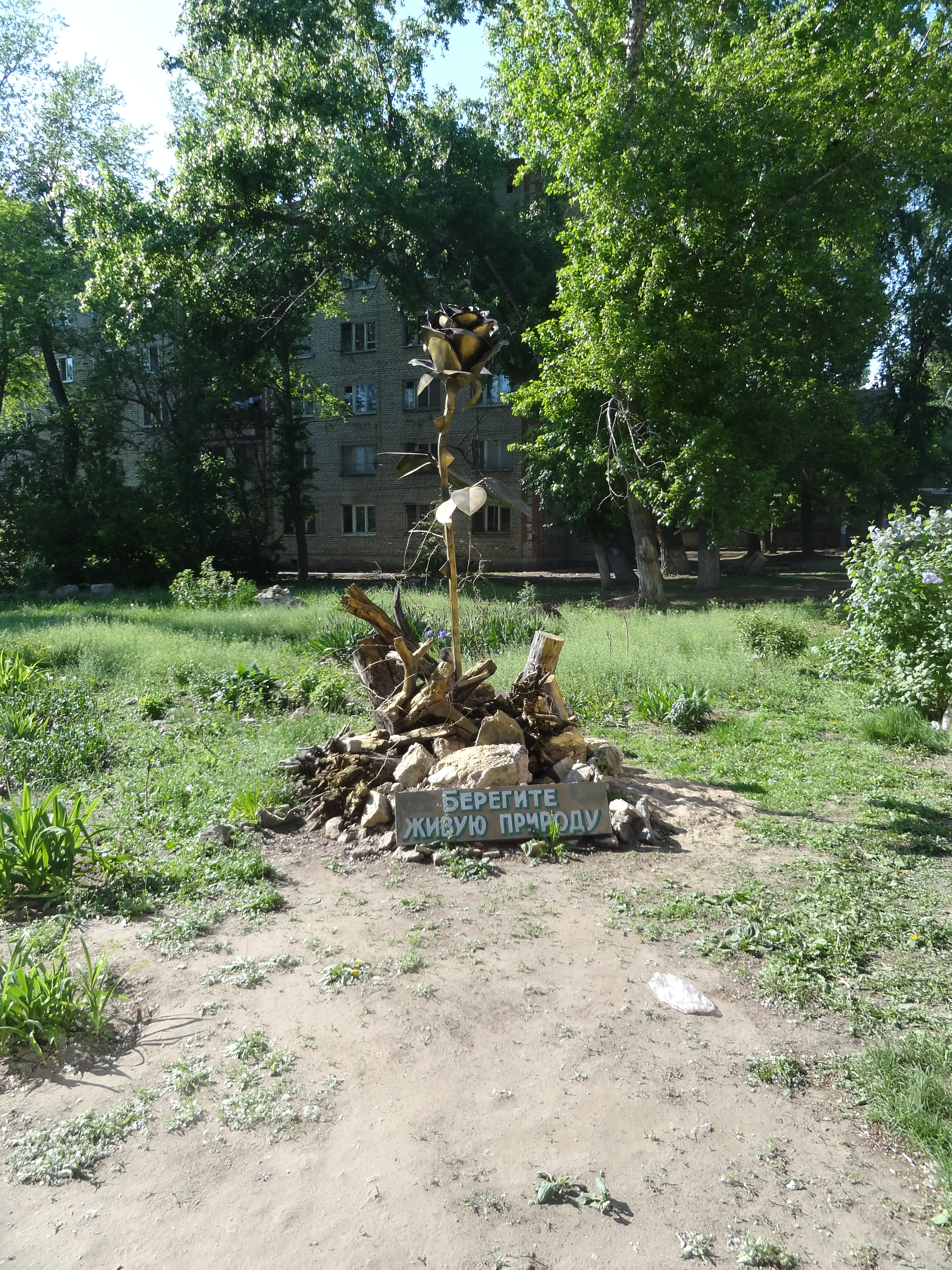
Скульптура «Берегите живую природу» в парке
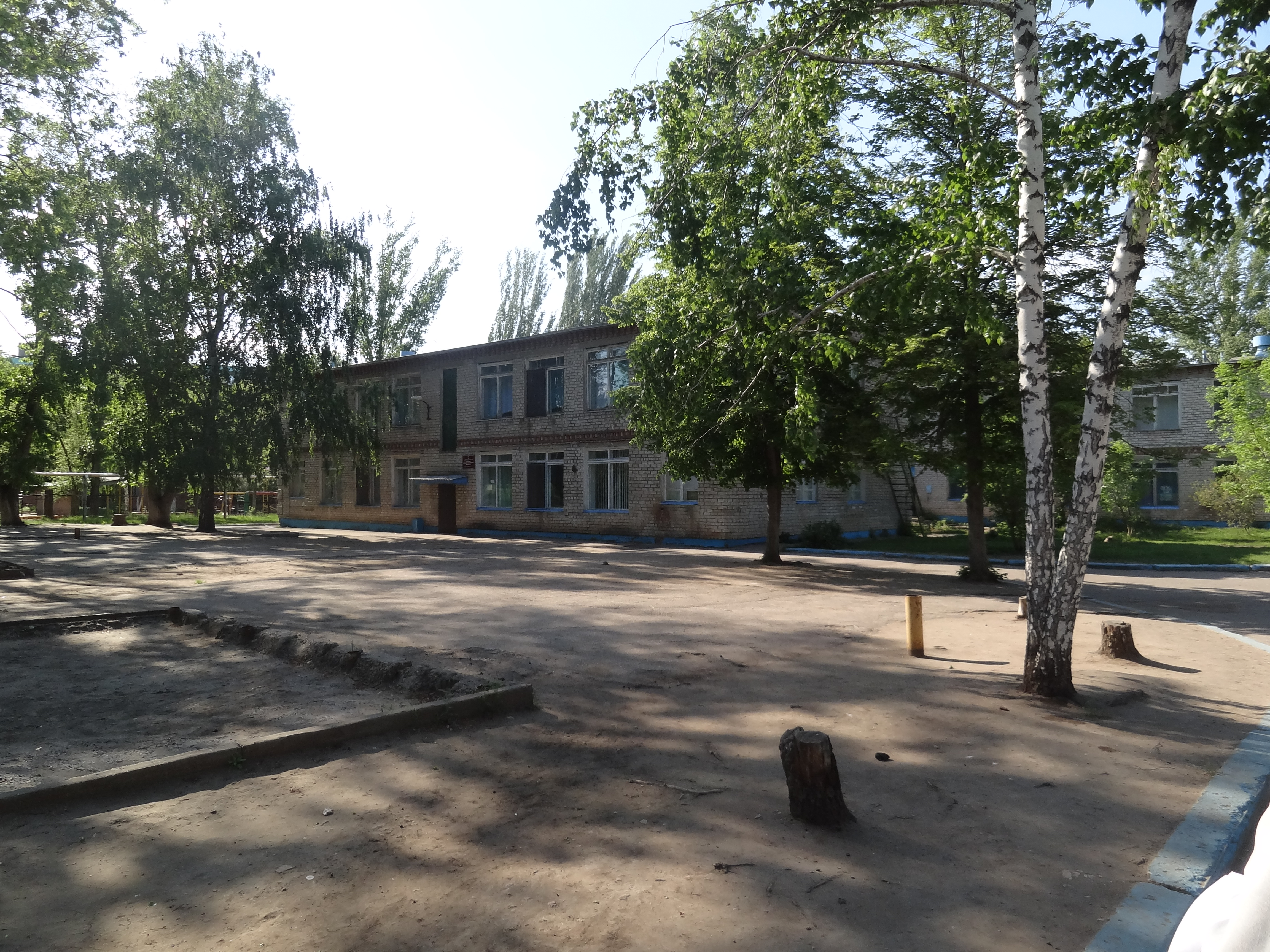
Средняя школа, Приволжский